# Trần Thành (cầu thủ bóng đá)
Trần Thành (sinh ngày 8 tháng 2 năm 1997) là một cầu thủ bóng đá chuyên nghiệp người Việt Nam đang chơi ở vị trí tiền đạo cho câu lạc bộ Huế.

## Sự nghiệp
Năm 2015, ở tuổi 18 Trần Thành đã là trụ cột của đội U-21 Thừa Thiên Huế ở vòng chung kết giải U-21 Quốc gia. Lúc đó, anh cùng Võ Lý hình thành nên bộ đôi tiền đạo nguy hiểm, thế nhưng do thất bại ở trận cuối vòng bảng nên Huế không vào được bán kết. Dù vậy, với màn trình diễn ấn tượng này, Thành đã được đôn lên đá Hạng nhất mùa giải 2016 trong màu áo câu lạc bộ Huế. Ngày 14 tháng 6 năm 2016, anh ghi bàn thắng đầu tiên khi vào sân thay người trong trận gặp Đồng Nai.
HLV Hoàng Anh Tuấn trong một lần xem Huế đá đã ấn tượng với cách chơi máu lửa và rất nhạy bén trong việc chớp cơ hội ghi bàn nên đã điền tên anh vào danh sách U-19 Việt Nam. Ngày 23 tháng 10 năm 2016, anh đã ghi bàn thắng duy nhất giúp U-19 Việt Nam đánh bại U-19 Bahrain trong trận tứ kết Giải vô địch bóng đá U-19 châu Á 2016 để vào bán kết giải đấu châu lục. Cũng đoạt vé dự Giải vô địch bóng đá U-20 thế giới 2017 tại Hàn Quốc. Đây cũng là lần đầu tiên một đội gồm 11 cầu thủ bóng đá của Việt Nam tham dự một giải đấu World Cup của FIFA.
Tại U-20 World Cup 2017, Trần Thành chơi cả 3 trận vòng bảng, trong đó có một trận đá trọn vẹn trước U-20 Pháp.